# Barton County (Missouri)
Barton County is een county in de Amerikaanse staat Missouri.
De county heeft een landoppervlakte van 1.539 km² en telt 12.541 inwoners (volkstelling 2000). De hoofdplaats is Lamar.